# 深棲短吻獅子魚
深棲短吻獅子鱼，为輻鰭魚綱鮋形目杜父魚亞目狮子鱼科的其中一種。分布於南冰洋海域，體長可達14.1公分，屬深海魚類，棲息在水深1820至2000公尺的水域，生活習性不明。